# Skyggen (psykologi)
 For alternative betydninger, se Skyggen. (Se også artikler, som begynder med Skyggen)
Skyggen er, som dybdepsykologisk begreb, de sider af personligheden som mennesket ikke vil være ved de har, fx mindreværdige karaktertræk.
Den manifesterer sig i Jeg'et, men i ubevidst form, og er tæt forbundet med instinkt-verdenen. Skyggen personificerer alt det, personen fortrænger ved sig selv, men som vil have indflydelse på vedkommendes tanker, følelser og adfærd.
Menneskets skyggesider dannes tidligt i barndommen som dispositioner der er uforenelige med den livsform eller det miljø, hvorunder man lever. De kan også optræde i kollektiv form, således at en gruppe personer undertrykker følelser og væremåder, fordi de er uforenelige med det omgivende samfunds normer.
Skyggesiderne kan manifestere sig i hverdagen som ubevidste handlinger eller fortalelser. Ofte projicerer man sine skyggesider over på andre personer. Denne projektion kan ske på såvel det personlige som det kollektive/ samfundsmæssige plan ("Det er de andres skyld").
I en dybdepsykologisk analyse vil skyggesiderne ofte være noget af det første, der skal arbejdes med, før man kan arbejde med de modsatkønnede sider (Anima og animus).
Indenfor jungiansk drømmetydning, mener man, at Skyggen oftest optræder som personer af modsat køn med negative karakteregenskaber. Ifølge Jung er det at tage skyggen til sig forbundet med at helbrede adskillelsen mellem det bevidste og det ubevidste. 

## Skyggen i litteraturen
Litteraturen har flere eksempler, hvor skygge-begrebet omtales. Bedst kendt er nok H.C.Andersens eventyr Skyggen.